# Ørum (parochie, Brønderslev)
Ørum is een parochie van de Deense Volkskerk in de Deense gemeente Brønderslev. De parochie maakt deel uit van het bisdom Aalborg en telt 713 kerkleden op een bevolking van 764 (2004). Historisch hoorde de parochie tot de herred Dronninglund. In 1970 werd de parochie deel van de nieuwe gemeente Dronninglund, die in 2007 opging in de vergrote gemeente Brønderslev.
Agersted · Aså · Brønderslev · Dorf · Dronninglund · Hallund · Hellevad · Hellum · Hjallerup · Jerslev · Melholt · Mylund · Ørum · Øster Brønderslev · Øster Hjermitslev · Serritslev · Stenum · Tise · Tolstrup · Voer